# Bob Chiarelli
Robert «Bob» Chiarelli (Ottawa, 24 de septiembre de 1941) es un político canadiense. Fue el alcalde de la nueva ciudad de Ottawa (tras la fusión de las localidades vecinas) desde noviembre de 2000. Fue reelegido en noviembre de 2003, y su mandato termina el 1 de diciembre de 2006, cuando será sucedido por Larry O'Brien.

## Carrera en Queen's Park
Charielli se presentó como candidato para el Partido Liberal de Ontario para las elecciones de 1985 y fue elegido con un amplio margen en Ottawa West, un distrito electoral considerado antaño como una fortaleza del Partido Progresista Conservador. Es reelegido en las elecciones de 1990 y 1995, aunque con un margen más estrecho. Apoyó la candidatura de Dalton McGuinty para la investidura del Partido Liberal en 1996.
Dimitió de su escaño de diputado en 1996, después de la muerte de su mujer Carol el 27 de diciembre, tras una larga lucha contra el cáncer.

## Alcalde de Ottawa
Fue elegido en la presidencia de la Municipalidad Regional de Ottawa-Carleton en 1997. Durante los tres años siguientes, se posicionó a favor de eliminar los dos niveles de gobierno en la municipalidad regional, para reemplazarlos por una ciudad unificada. En 2000, el gobierno provincial conservador de Mike Harris efectuó esta reforma. A causa de ello, Chiarelli se presentó de nuevo a la candidatura de alcalde.
En 2006, pretendió realizar un tercer mandato en el ayuntamiento de Ottawa, en una apretada carrera entre él, Alex Munter y Larry O'Brien. Aunque los sondeos realizados durante la campaña mostraban una victoria de Munter, es finalmente Larry O'Brien el que vence a los dos otros candidatos y es elegido alcalde de Ottawa. Chiarelli acabó en tercera posición.
| Predecesor: Allan Higdon Antiguo gobierno municipal | Alcalde de Ottawa 2001-2006 | Sucesor: Larry O'Brien |